# Baku City Circuit
Baku City Circuit (azeri: Bakı Şəhər Halqası) er en gade motorsportsbane i Aserbajdsjans hovedstad Baku. Den blev første gang brugt i juni 2016, da der blandt andet blev kørt et Formel 1 Grand Prix.

## Historie
I december 2013 offentliggjorde Formula One Group-chefen Bernie Ecclestone, at der fra 2016-sæsonen skulle køres et gadeløb i Baku. Selvom Aserbajdsjan ligger i Sydvestasien, vil det blive det Europæiske Grand Prix som skulle afholdes her. Grand Prix'et blev i årene 2008-2012 kørt i spanske Valencia, og fra 1984 til 2007 på Nürburgring i Tyskland. Fra 2017 vil løbet blive afholdt som Aserbajdsjans Grand Prix.
Den tyske banearkitekt Hermann Tilke offentliggjorde i oktober 2014 banens rute, som går rundt om Nationalparken i centrum af Baku, og bliver 6,006 km lang med 12 venstresving og otte til højre.

## Vindere af Formel 1 i Baku
| År   | Vinder           | Konstruktør | Dæk | Tid           | Banelængde | Runder | Fart         | Dato     | Grand Prix               |
| ---- | ---------------- | ----------- | --- | ------------- | ---------- | ------ | ------------ | -------- | ------------------------ |
| 2016 | Nico Rosberg     | Mercedes    | P   | 1:32.52,366 t | 6,003 km   | 51     | 197,721 km/t | 19. juni | Europas Grand Prix       |
| 2017 | Daniel Ricciardo | Red Bull    | P   | 2:03.55,573 t | 6,003 km   | 51     | 148,176 km/t | 25. juni | Aserbajdsjans Grand Prix |